# Petalichthys capensis
Petalichthys capensis – gatunek ryby z rodziny belonowatych (Belonidae), jedyny przedstawiciel rodzaju Petalichthys.